# Winston Garland
Winston Kinnard Garland (Gary, 19 dicembre 1964) è un ex cestista statunitense, professionista nella NBA e in Italia.

## Carriera
Garland, dopo essere stato scelto al secondo giro dai Milwaukee Bucks nel draft NBA 1987, giocò per otto anni nella Lega Pro, con cinque diverse squadre, segnando in totale 4.799 punti.
Nella stagione 1993-94 venne ingaggiato dalla Benetton Pallacanestro Treviso, con la quale vinse la Coppa Italia.

## Palmarès
- Coppa Italia: 1

Pall. Treviso: 1994